# 鄒經
鄒經為中國清朝武官官員，本籍福建连城。武舉人出身的鄒經於1800年（嘉慶5年）奉旨接替戚連新，於台灣地區擔任台灣水師協副將。而隸屬台灣鎮之下的此官職是台灣清治時期的這階段，全台灣的海防軍事層級最高武將，其統帥三標水營，數千名水師兵勇。
| 前任： 戚連新 | 台灣水師協副將 1800年上任 | 繼任： 張見陞 |